# Discharge
Discharge is een hardcore punk-band uit Stoke-on-Trent, Engeland, geformeerd in 1977. Ze zijn verantwoordelijk voor het ontwikkelen van het muziekgenre D-beat. Discharge behoorde tot de "UK 82" punk generatie, de tweede Engelse punkgolf.

## Biografie
Ze pakten de snelheid van bands als Motörhead en de punkinvloeden van Buzzcocks. Tevens werd Discharge gezien als essentiële voorlopers van het genre crust punk en hebben ze de eerste deur open gezet voor wat later ook wel grindcore genoemd zal worden.
In 1980 brachten ze drie belangrijke, trendsettende singles uit. Ze toerden met Killing Joke en The Exploited. In 1981 zag Why het levenslicht. Deze ep bracht veel positieve reacties in de punkscene en velen waren onder de indruk. In 1982 kwam hun debuut Hear Nothing See Nothing Say Nothing uit, die nummer #2 haalde in de UK Indie Charts en nummer #40 in de UK Albums Chart.
Na 1982 nam Peter "Pooch" Purtill de rol van gitarist op zich. Hij bracht beduidend veel thrashmetal-invloeden in en dit zorgde in de jaren 90 voor meer metal-gerelateerde albums. De band heeft met zijn stijl en muzikale technieken duizenden andere hardcore punk en thrashmetal-bands beïnvloed, zoals Celtic Frost. In deze tijd trad Discharge regelmatig op met bands als Bad Brains, D.R.I. en Suicidal Tendencies. Hedendaags speelt Discharge nog steeds samen, ditmaal met Anthony "Rat" Martin, bekend van The Varukers en The Vile.

## Bandleden
- Terence "Tezz" Roberts
- Tony "Bones" Roberts
- Roy "Rainy" Wainright
- Jeff "J.J." Janiak
- David "Proper" Caution

### Ex-leden
- Anthony "Rat" Martin
- Terry "Tezz" Roberts
- Kelvin "Cal" Morris
- Andy Green
- Nick Bushell
- Stephen Brooks
- Peter "Pooch" Purtill
- Anthony Morgan
- Nigel Bamford
- Les "The Mole" Hunt
- Garry Maloney
- Dave "Bambi" Ellesmere
- Tony "Akko" Atkinson
- Nick Heymaker
- Dave Bridgwood

## Discografie

### Demo's
- 1977 - '77 Demo

### Singles
- 1980 - Realities Of War
- 1980 - Fight Back
- 1980 - Decontrol
- 1981 - Never Again
- 1982 - State Violence State Control
- 1983 - The Price Of Silence
- 1984 - The More I See
- 1985 - Ignorance
- 2006 - Beginning Of The End

### Ep's
- 1981 - Why
- 1983 - Warning
- 2004 - Tour Edition EP

### Studioalbums
- 1982 - Hear Nothing See Nothing Say Nothing
- 1986 - Grave New World
- 1991 - Massacre Divine
- 1993 - Shootin' Up The World
- 2002 - Discharge
- 2009 - Disensitise
- 2016 - End of Days

### Livealbums
- 1989 - Live At The City Garden, New Jersey
- 1996 - Live - The Nightmare Continues

### Compilatiealbums
- 1984 - Never Again
- 1992 - Protest and Survive 1980-1984
- 1995 - The Clay Punk Singles Collection
- 1997 - Vision Of War
- 1999 - Discharge Anthology: Free Speech For The Dumb
- 1999 - Hardcore Hits
- 2002 - Decontrol: The Singles
- 2004 - Society's Victims
- 2008 - War is Hell

## Beïnvloed door Discharge
Enkele bands die beïnvloed zijn door de muziek van Discharge:
- Anthrax[1]
- Bolt Thrower (zie artikel)
- Metallica[1]
- Sepultura